# Tuc des Costes
El Tuc des Costes  o Pic de les Costes és una muntanya que es troba en el terme municipal de la Vall de Boí, a la comarca de l'Alta Ribagorça, i dins del Parc Nacional d'Aigüestortes i Estany de Sant Maurici.
El pic, de 2.723,3 metres, s'alça en el punt d'intersecció de les carenes que delimiten les Costes (O), Montanyó de Llacs (NE) i el Barranc dels Carants (S). Té el Cap de les Cometes al nord-nord-oest i la Collada dels Carants al sud-sud-est.

## Rutes[2]
Dues són les rutes més habituals:
- Pujant pel Barranc de les Costes fins a la collada que comunica el cim amb el Pic de les Costes.
- Pujant per Montanyó de Llacs fins a la Collada des Carants.